# Allium blandum
Allium blandum là một loài thực vật có hoa trong họ Amaryllidaceae. Loài này được Wall. mô tả khoa học đầu tiên năm 1832.